# Sizzano (vin)
Le Sizzano est un vin italien de la région Piémont doté d'une appellation DOC depuis le 18 juillet 1969. Seuls ont droit à la DOC les vins rouges  récoltés à l'intérieur de l'aire de production définie par le décret. Les vignobles autorisés se situent en province de Novare, quelques kilomètres au sud du Lac Majeur, dans la commune de Sizzano. La superficie plantée en vignes est de 1 370 hectares.
Le vieillissement minimum légal est de 3 ans. Il doit être conservé pendant au moins 2 ans de cette période en fûts de chêne ou de châtaignier. 
Les vins sont similaires aux vins de Ghemme et Fara.

## Caractéristiques organoleptiques
- Couleur : rouge rubis avec des reflets grenat.
- Odeur : vineux, avec un parfum de violette, fin et agréable.
- Saveur : sec, sapide, harmonieux.

Le Sizzano se déguste à une température de 16 à 18 °C. Le vin peut vieillir 6 - 12 ans.

## Production
Province, saison, volume en hectolitres :
- Novara  (1990/91)  294,79
- Novara  (1991/92)  75,6
- Novara  (1992/93)  117,88
- Novara  (1993/94)  238,77
- Novara  (1994/95)  360,12
- Novara  (1995/96)  154,78
- Novara  (1996/97)  424,83